# Humewood Golf Club
De Humewood Golf Club is een golfclub in Port Elizabeth, Zuid-Afrika. De club is opgericht in 1931 en heeft een 18-holes golfbaan met een par van 72.

## Geschiedenis
In 1929 vroegen de leden van de Port Elizabeth Golf Club aan de golfbaanarchitect S.V. Hotchkin om een nieuwe golfbaan te ontwerpen voor de stad. Hotchkin was verliefd op de St Andrews Links en dat inspireerde hem om een links-golfbaan te ontwerpen. Hij brak met de 9 holesbaan en wou meteen een 18 holesbaan te realiseren.
De laatste 25 jaren, vier van de 5-pars banen werden omgevormd tot 4-pars banen. In eind jaren 1980 evalueerde de Engelsman Donald Steel het parcours en voegde extra bunkers toe op de golfbaan.
In 2009 werden alle 18-greens beplant met het nieuwe A1/A4-type struisgras. Dit project werd verwezenlijkt door Golf Data, een golfbedrijf.

## Kenmerken golfbaan
De golfbaan ligt aan de rand van de kust en dat zorgt voor sterke winden waar sommige golfers moeite hebben. De fairways zijn golvend en de greens zijn stevig en snel. De bunkers zijn niet diep en er zijn geen waterhindernissen op de golfbaan.

## Golftoernooien
- South African Amateur Strokeplay Championship: 1969, 1979, 1984, 1997 & 2007
- Goodyear Classic: 1984-1992
- Spoornet Classic: 1990-1993
- Vodacom Series: 1997-1999
- Vodacom Origins of Golf Tour: 2008 & 2010
- Sun Boardwalk Golf Challenge: 2014